# New Castle County
New Castle County is een county in de Amerikaanse staat Delaware.
De county heeft een landoppervlakte van 1.104 km² en telt 500.265 inwoners (volkstelling 2000).